# Sotaro Yasunaga
Sotaro Yasunaga (安永 聡太郎, 20 d'abril de 1976) és un exfutbolista del Japó que jugava a la posició de davanter.
Comença la seua carrera professional al Yokohama Marinos (més tard Yokohama F. Marinos) el 1995. Ha jugat als clubs UE Lleida, Shimizu S-Pulse, Racing Club de Ferrol i Kashiwa Reysol i es va retirar a finals de la temporada 2005.
L'abril de 1995, va ser seleccionat per la selecció nacional sub-20 del Japó per al Campionat Mundial juvenil de 1995.